# Lower Than Atlantis
Lower Than Atlantis  était un groupe de rock indépendant et alternatif britannique composé de quatre musiciens et formé en 2007. Leur premier album studio, Far Q, est publié en 2010. Le groupe est mis en pause après une tournée d'adieu de 3 dates en mai 2019.

## Biographie

### Formation etBretton(2007–2009)

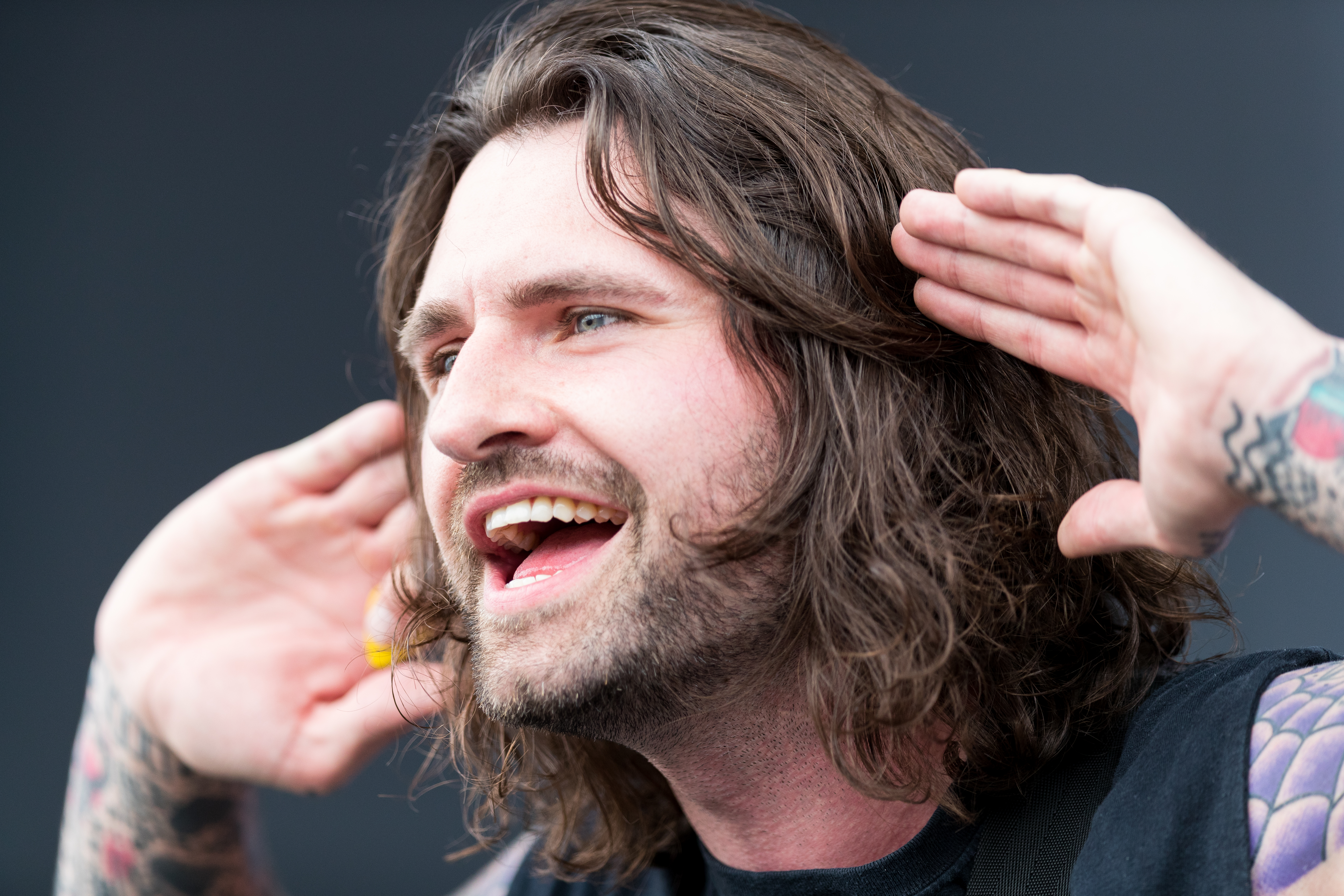
Mike Duce au Rock am Ring en 2017.

Lower Than Atlantis est formé en 2007 alors que les membres ne sont encore qu'au lycée. Le guitariste Ben Sansom demande au guitariste Mike Duce s'il souhaitait former un groupe avec son frère, Luke, qui sera au chant. Ils sont rejoints par le bassiste Richard Wilkinson et le batteur Matt Britz. Ben et Luke Sansom, et Britz sont d'anciens membres de Aboycalledhero. À cette période, ils enregistrent Demo 2007. Après un changement de formation et l'arrivée d'un nouveau batteur, Josh Pickett, du bassiste Stephen Minter et Duce qui devient le chanteur, ils commencent à travailler sur un premier EP, Bretton. Duce apprend de lui-même et chanter et à jouer de la guitare pendant la sortie de Demo 2007. Bretton est publié chez Small Town le 18 octobre 2008.
En juin 2009, le groupe tourne avec We Stare at Mirrors. Durant cette tournée, le batteur Eddy Thrower fait la rencontre de Duce et Sansom. Le bassiste de We Stare at Mirrors, Declan Hart « croyait que les Lower Than Atlantis étaient un tas de drogués.Leur réputation n'était que mentale. » Le groupe subit encore une nouveau changement de formation.

### Far QetWorld Record(2009–2011)
Ils enregistrent et publie leur nouvel album, Far Q, avec Daniel Lancaster (du groupe Proceed) au Studio Glasseye de Hatfield, en Angleterre. Il est publié en mars 2010 chez A Wolf at Your Door Records au Royaume-Uni, Distort Entertainment au Canada, et Redfield Records pour l'Europe formats mediabook-CD et vinyle blanc limités. Le groupe passe désormais vers du post-hardcore/hardcore mélodique. Ils participent avant à un split chez Redfield Records en février 2010 avec le single Far Q aux côtés de Grace.Will.Fall, Talk Radio Talk, et MNMTS.
Leur deuxième album, World Record, est enregistré aux Outhouse Studios de Reading et est publié chez A Wolf at Your Door Records le 25 avril 2011. Il s'inspire du rock alternatif à la Jimmy Eat World et Foo Fighters.

### Changing Tune(2012–2013)
À leur dernier concert en soutien à l'album World Record, le 27 janvier 2012, le groupe annonce sa signature au label Island Records. Puis ils jouent à des festivals comme le Hit the Deck, Camden Crawl, Slam Dunk, le Download Festival, Y Not, Hevy Festival, et le Festival Republic Stage aux Reading and Leeds Festivals.
Leur troisième album, Changing Tune, enregistré au début de 2012 au Rockfield Studios, au Pays de Galles est publié le 1er octobre 2012, atteignant la 25e place de l'UK Official Album Chart. Il s'accompagne d'une tournée britannique qui commence par Exeter, le 1er octobre et se termine par Londres le 11 octobre. Le groupe enregistre un single spécial noël, Merry Christmas (Wherever You Are) en 2012. Il sera inclus dans un épisode de Made in Chelsea.
En avril 2013, le groupe embarque dans sa plus grosse tournée en date, le The Fuck It to the Man Tour.

### Lower Than Atlantis(2014–2016)

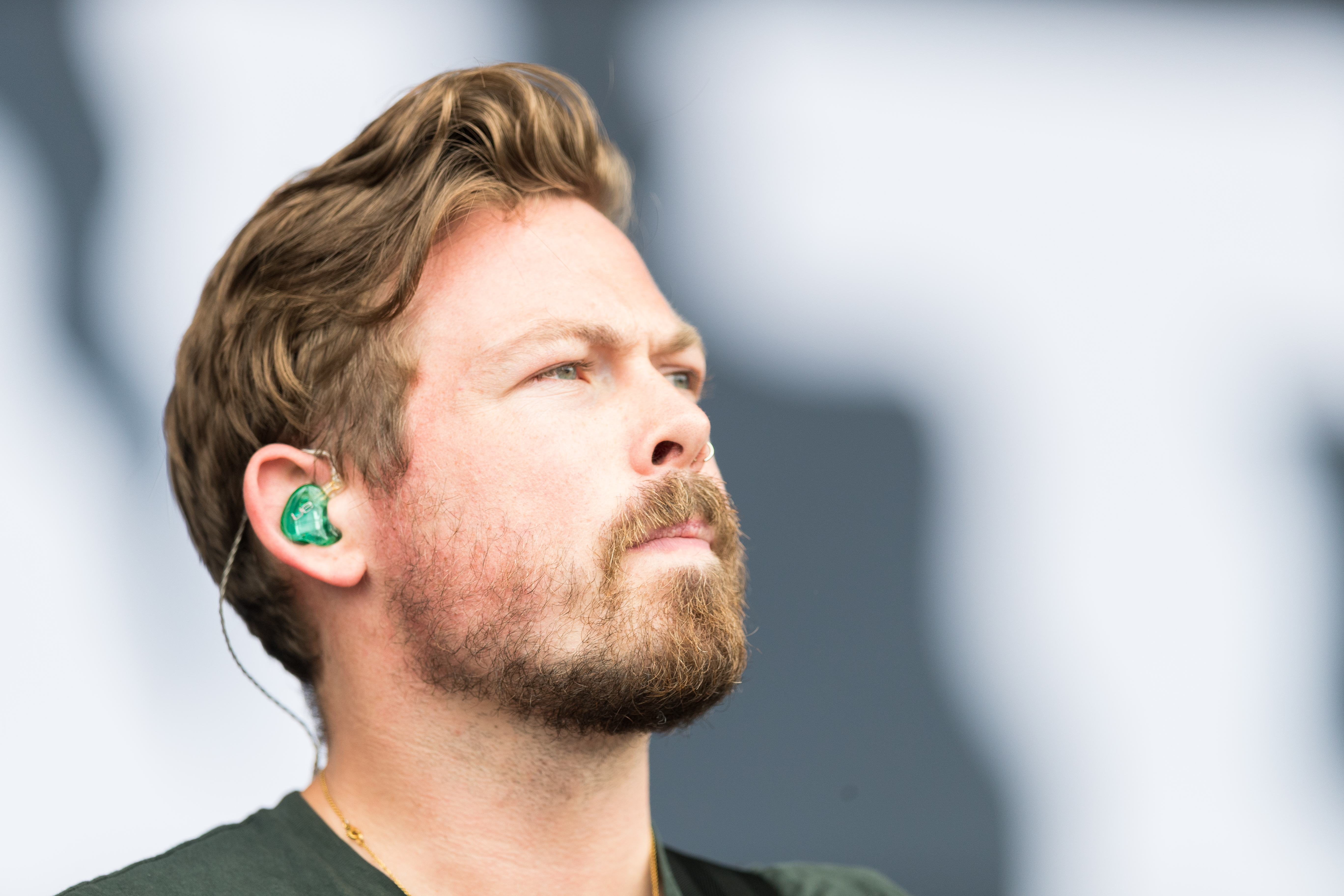
Ben Sansom au Rock am Ring en 2017.

Le 29 avril 2014, le groupe annonce sur Facebook sa signature avec Sony Records et un nouvel album à venir. Le 2 juin sort leur premier Here We Go. Le 12 août 2014, le groupe publie un deuxième single de l'album, English Kids in America. En novembre 2014, le magazine Rock Sound note ce futur opus premier album de 2014. En décembre 2014, Lower Than Atlantis annonce les détails de leurs dates irlandaises et britanniques avec PVRIS et We Are the Ocean. En avril 2015, Mike Duce parle de leur direction musicale lors d'une interview.
Le 18 septembre 2015, le groupe sort Get Over It. La chanson est enregistrée trois semaines plus tôt. Son clip est réalisé par Andrew Groves,.
En août 2016, ils jouent encore au Reading and Leeds Festival.

### Safe in Soundet séparation (depuis 2016)
Le 15 août 2016, le groupe partage des photos sur Instagram concernant leur nouveau single Work for It. Puis ils sortent leur nouvel album, Safe in Sound, le 3 février 2017. Cet album sera celui qui se classera le plus haut dans les charts anglaise, en se classant 8ème.
Le 2 décembre 2018, le groupe annonce qu'il se sépare. Ils réalisent quand-même une tournée d'adieu de trois date en mai 2019.

## Membres

### Membres actuels
- Mike Duce – guitare (depuis 2007), chant (depuis 2008)
- Ben Sansom – guitare (depuis 2007)
- Eddy Thrower – batterie (depuis 2009)
- Declan Hart – basse (depuis 2010)

### Anciens membres
- Stephen Minter – basse (2008–2009)
- Josh Pickett – batterie (2008–2009)
- Richard Wilkinson – basse (2007–2008)
- Matt Britz – batterie (2007–2008)
- Luke Sansom – chant (2007–2008)

## Discographie
- 2008 : Bretton
- 2010 : Far Q
- 2011 : World Record
- 2012 : Changing Tune
- 2014 : Lower Than Atlantis
- 2017 : Safe in Sound